# Febre groga a Buenos Aires
Les epidèmies de febre groga a Buenos Aires (malaltia transmesa pel mosquit Aedes aegypti) van tenir lloc en els anys 1852, 1858, 1870 i 1871 a Buenos Aires (Argentina). La suscitada en aquest últim any va ser un desastre que va matar aproximadament al 8% dels portenys: en una ciutat on normalment el nombre de defuncions diaris no arribava a 20, hi va haver dies en què van morir més de 500 persones, i es va poder comptabilitzar un total aproximat de 14.000 morts per aquesta causa, la majoria immigrants italians, espanyols, francesos i de altres parts d'Europa.
En nombroses ocasions la malaltia havia arribat a Buenos Aires en els vaixells que arribaven des de la costa de Brasil, on era endèmica. No obstant això, l'epidèmia de 1871 es creu que hauria provingut d'Assumpció del Paraguai, portada pels soldats argentins que tornaven de la Guerra de la Triple Aliança; ja que prèviament s'havia propagat a la ciutat de Corrientes. En el seu pitjor moment, la població portenya es va reduir a menys de la tercera part, a causa de l'èxode dels que van abandonar la ciutat per intentar escapar del flagell.
Algunes de les principals causes de la propagació d'aquesta malaltia, transmesa pel mosquit Aedes aegypti, van ser:
- la provisió insuficient d'aigua potable;
- la contaminació de l'aigua superficial i subterrània per les deixalles humans;
- el clima càlid i humit a l'estiu;
- l'amuntegament en què vivien, sense que es prenguessin mesures sanitàries per a ells, especialment durant l'epidèmia de 1871, els immigrants europeus de baix nivell higiènic que ingressaven en forma incessant a la zona més meridional de la ciutat;
- els saladeros que contaminaven el Riachuelo (límit sud de la ciutat), el farciment de terrenys baixos amb residus, i els rierols (anomenats «zanjones») que recorrien la ciutat infectats pel que la població llançava en ells.

L'epidèmcia de 1871 va fer prendre consciència a les autoritats de la urgent necessitat de millorar les condicions d'higiene de la ciutat, d'establir una xarxa de distribució d'aigua potable i de construir clavegueram i desguassos.

Un testimoni d'aquesta catàstrofe, de nom Mardoqueo (Mordejai) Navarro, va escriure el 9 d'abril, la següent descripció en el seu diari personal:
| « | Els negocis tancats, carrers deserts. Falten metges, morts sense assistència. Fuig el que pot. Heroisme de la Comissió Popular. | » |

## Brots de febre groga anteriors a 1871
Des de 1881, gràcies a les investigacions del cubà Carlos Juan Finlay (1833-1915), es descriu en detall a la malaltia com una zoonosi. Abans d'aquesta data, els metges atribuïen la causa de moltes epidèmies al que anomenaven «miasmes», emanacions fètides d'aigües impures que se suposava flotaven en l'ambient.
Els primers casos d'aquesta malaltia (a la qual se li solia anomenar «vòmit negre» a causa de les hemorràgies que produeix a nivell gastrointestinal) van aparèixer a la regió del Riu de la Plata a mitjans de la dècada del 1850: el 1852 va provocar una epidèmia a Buenos Aires. No obstant això, per una nota dirigida al practicant Soler, se sap que hi va haver brots abans d'aquest any; de fet, el primer esment d'una possible infecció d'aquesta malaltia data de l'any 1798.

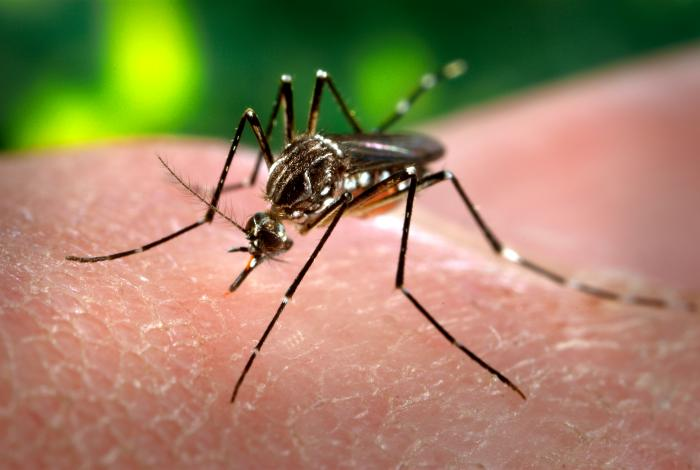
Mosquit Aedes aegypti
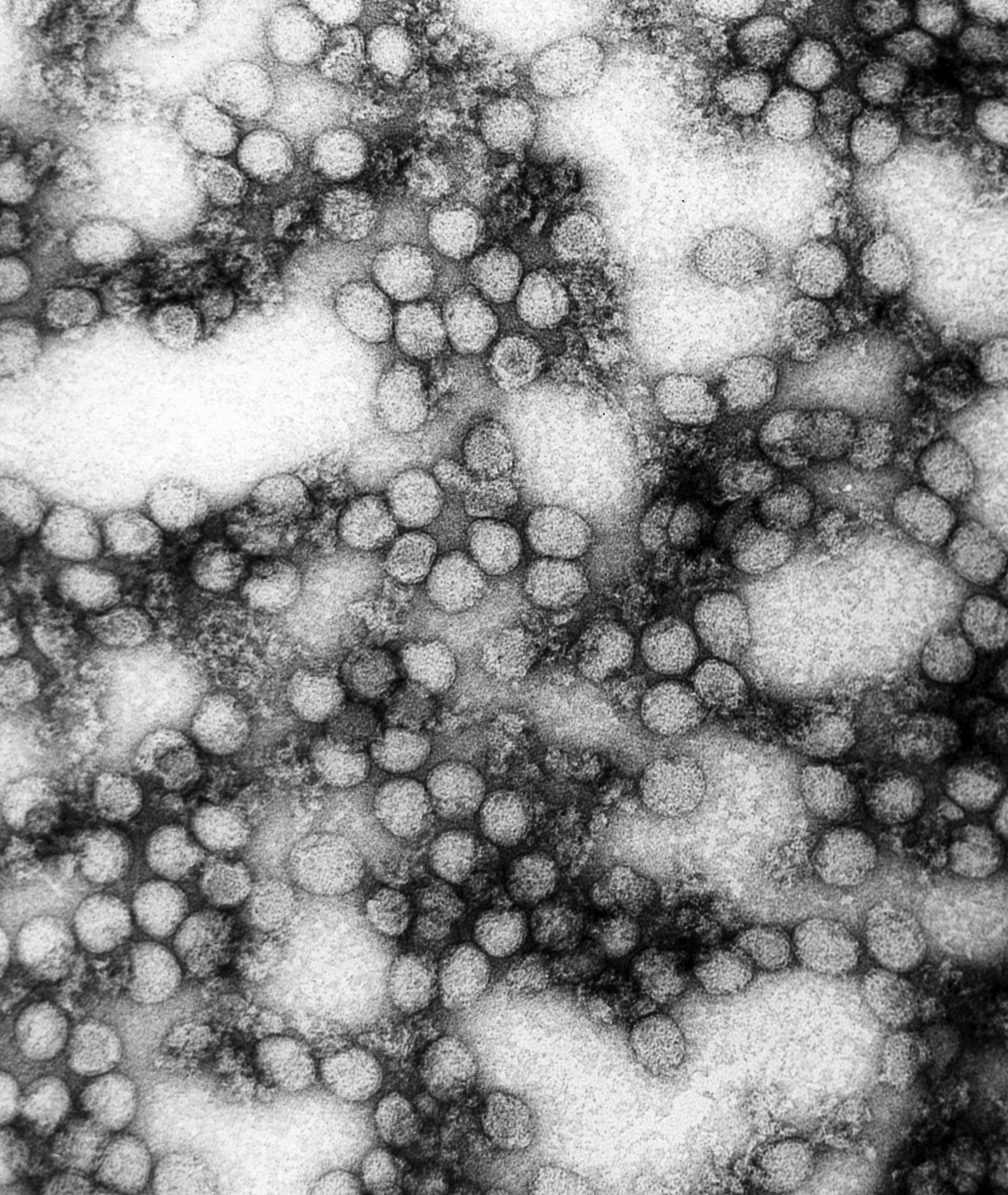
Microfotografia de virions de la febre groga (234.000x)
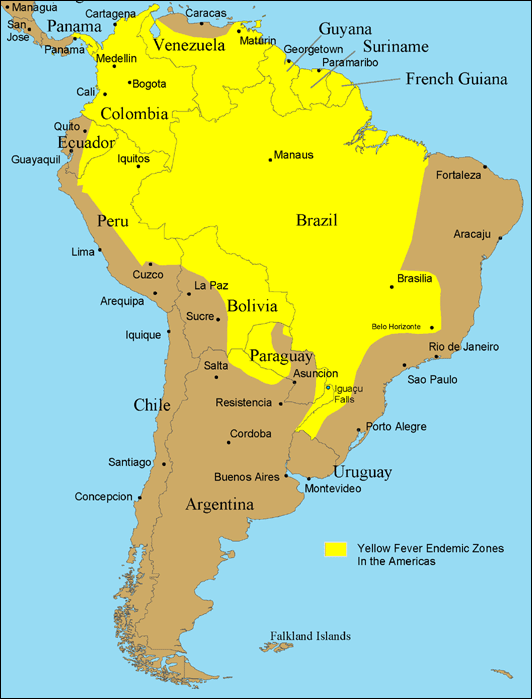
Estats endèmics de febre groga a Sud-amèrica
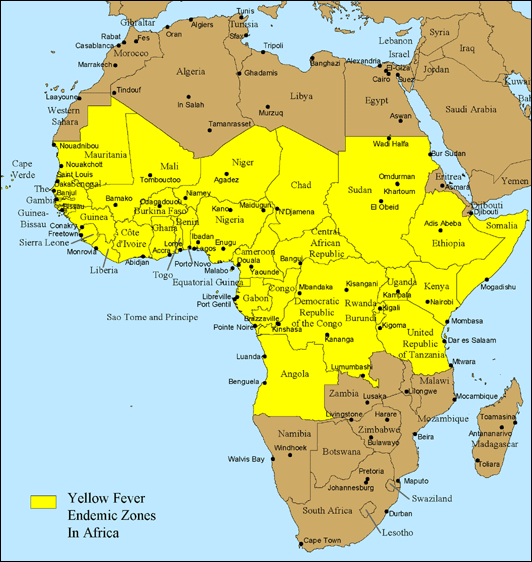
Estats endèmics de febre groga a l'Àfrica

Segons algunes fonts, l'any 1857 una tercera part de la població de Montevideo va patir el contagi del virus, transportat per vaixells provinents del Brasil. El 1858, aquesta epidèmia es va traslladar amb menor intensitat a Buenos Aires, sense deixar víctimes fatals.
La premsa portenya solia manifestar la seva preocupació per l'arribada dels vaixells brasilers, causa dels antecedents esmentats, i al fet que la febre era una malaltia costanera amb caràcter endèmic en els ports carioques, entre ells Rio de Janeiro, per aquella època capital de l'Imperi de Brasil. La Història de la Universitat de Buenos Aires i la seva influència en la Cultura argentina (La Facultat de Medicina i les seves Escoles), d'Eliseo Cantón, exposava que l'epidèmia era portada pels navilis mercants de l'Imperi de Brasil cap al sud. Afegia que al mes de febrer de 1870 (estiu a l'hemisferi sud) s'havia localitzat un cas a l'Hotel Roma (ubicat al carrer Cangallo, en ple centre de la ciutat) portada per un passatger malalt del vapor Piutou; i havien arribat a morir per la malaltia unes 100 persones.

## L'epidèmia de 1871

### Context

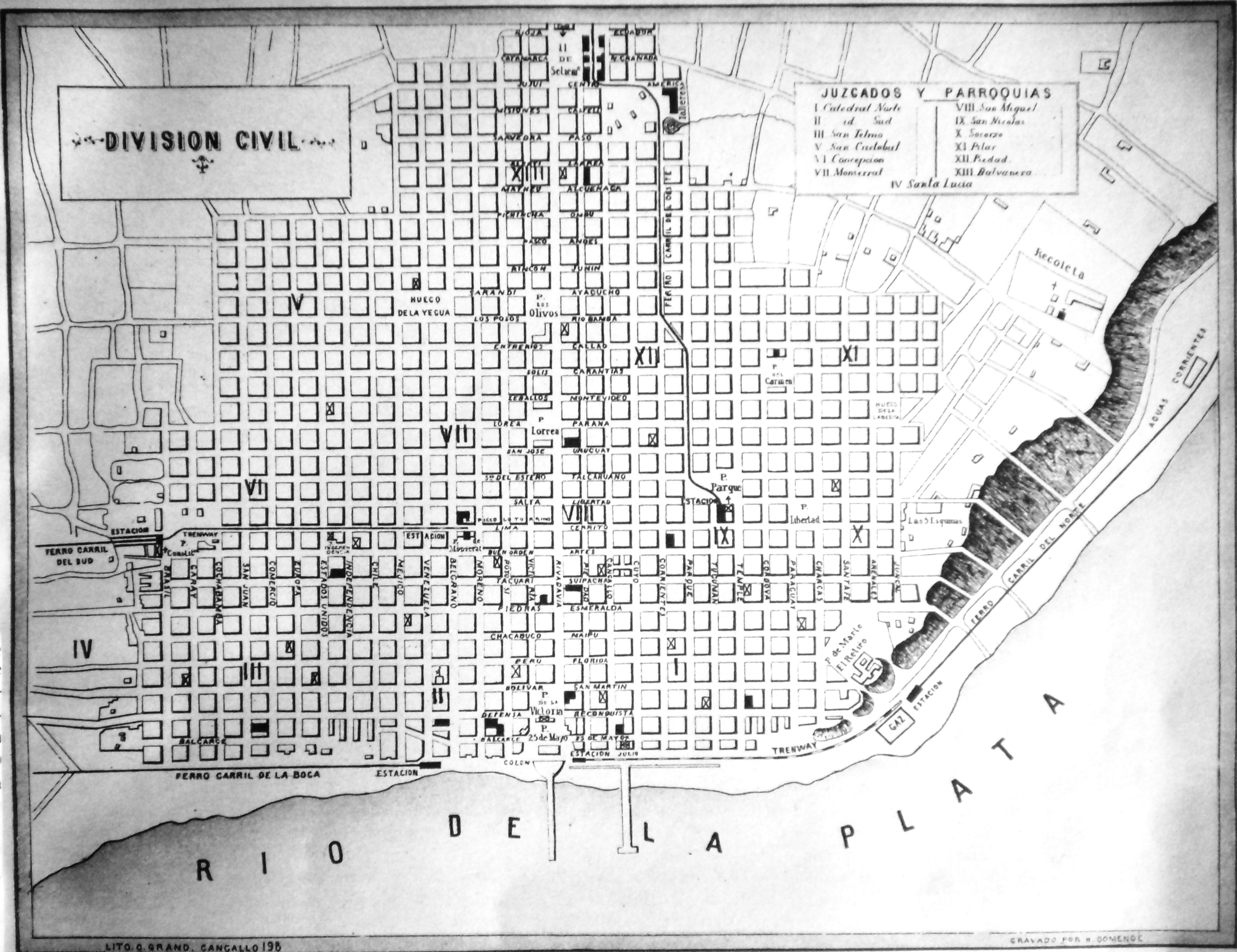
Plànol de Buenos Aires, 1870

El 1871 convivien a la ciutat de Buenos Aires el Govern Nacional (presidit per Domingo Faustino Sarmiento), el de la província de Buenos Aires (amb el governador Emilio Castro), i el municipal (presidit per Narciso Martínez de Hoz). Encara no existia encara el càrrec d'Intendent, creat 9 anys després al federalitzar-se la ciutat. Aquests tres governs tenien enfrontaments polítics i jurisdiccionals.
Situada sobre una plana, la ciutat no tenia sistema de drenatge, llevat del cas particular d'uns pocs milers d'habitants que obtenien aigua sense impureses gràcies al fet que en 1856, davant d'una proposta d'Eduardo Madero, el Ferrocarril Oest va decidir augmentar el calibre de la canonada que transportava aigua des de la Recoleta, on hi havia els filtres que servien per treure les impureses de l'aigua que s'utilitzava per al bon funcionament de les locomotores a vapor, fins a l'Estació del Parc, per poder així satisfer també la demanda d'aigua dels veïns. Per a la resta de la població, la situació era molt precària en el sanitari i existien molts focus infecciosos, com ara els conventillos, generalment habitats per immigrants pobres vinguts d'Europa i per afroargentins, que s'amuntegaven al seu interior i no tenien les normes d'higiene més elementals. Un altre focus infecciós era el Riachuelo (límit sud de la ciutat) convertit en embornal d'aigües contaminades i de deixalles llançades pels saladeros i escorxadors situats en les seves ribes. Atès que es mancava d'un sistema de clavegueres, les deixalles humanes acabaven en els pous cecs, que contaminaven els aqüífers i en conseqüència els pous, que constituïen una de les dues principals fonts d'aigua potable per a la majoria de la població. L'altra font era el Riu de la Plata, d'on l'aigua s'extreia prop de la ribera contaminada i es distribuïa per mitjà de carros d'aiguaders, sense cap sanejament previ.
A més, tota mena de residus s'utilitzaven per anivellar terrenys i carrers. Aquests eren molt estrets i no existien avingudes (la primera va ser l'Avinguda de Mayo, inaugurada l'any 1894) i les places eren poques i gairebé sense vegetació.
La ciutat creixia vertiginosament causa principalment de la gran immigració estrangera; per a aquesta època vivien tants argentins com estrangers, i aquests últims sobrepassarien als criolls pocs anys més tard. El primer cens argentí de 1869 va registrar a la Ciutat de Buenos Aires 177.787 habitants, dels quals 88.126 (49,6%) eren estrangers; d'aquests, 44.233 (la meitat dels estrangers) eren italians i 14.609 espanyols. A més dels conventillos esmentats, sobre 19.000 habitatges urbans, 2.300 eren de fusta o fang i palla.
A més de les epidèmies de febre groga, el 1867 i 1868 s'havien produït diversos brots de còlera que havien costat la vida a centenars de persones i també estaven relacionats amb la Guerra de la Triple Aliança, que va causar diversos milers de morts entre els seus combatents.
Davant d'aquesta situació, el cens abans esmentat indicava que a Buenos Aires hi havia uns 160 metges, menys d'un per cada 1000 habitants.

Les institucions públiques no estaven preparades per fer front a les conseqüències de les deplorables condicions higièniques en què es trobava la ciutat. Al respecte, al març de 1870 la premsa va comentar amb preocupació una nota enviada per la Municipalitat al Ministeri d'Hisenda de la província de Buenos Aires en la qual informava de la seva manca de recursos. El 2 d'abril del mateix any, el diari La Prensa comentava en la seva editorial, sota el títol Desorganització de la Municipalitat, el següent:
| « | Els indicis de febre groga, les recents inundacions, alarmant justament a poble, l'han impulsat a dirigir la seva veu a la Corporació demanant es prenguin les mesures necessàries i urgents per a remeiar els funestos mals de que està amenaçat, i la Municipalitat fixant la vista en les seves arques, ha de creuar els braços i romandre impassible i sorda fins al clam que fins a ella arriba ... | » |
| — Desorganización de la Municipalidad, Editorial del Diari La Prensa, 2 d'abril de 1870, citat en González Leandri, Ricardo. Curar, Persuadir, Gobernar: La Construcción Histórica de la Profesión Médica en Buenos Aires, 1852-1886 (en castellà). Biblioteca de Historia de América. | |   |

### Antecedents immediats
Des de principis de l'any 1870 s'havia tingut notícies a Buenos Aires d'un augment de casos de la febre groga a Rio de Janeiro. Al mes de febrer (i novament en març) es va aconseguir evitar el desembarcament de passatgers infectats que van arribar en dos vaixells de vapor provinents d'aquesta ciutat. No obstant, el president Sarmiento va vetar el projecte d'estendre la quarantena a tots els vaixells procedents d'aquesta ciutat, i en una oportunitat va ordenar autoritzar el desembarcament dels passatgers de dos vaixells provinents de Rio de Janeiro i la presó del metge del port de Buenos Aires per haver-ho impedit.
A fins d'aquest any es va declarar una epidèmia de febre groga a Asunción del Paraguai, on la població vivia en un estat de pobresa extrema. La Guerra de la Triple Aliança havia finalitzat recentment amb la derrota del Paraguai i els diaris locals van atribuir l'epidèmia a l'arribada d'algunes desenes de soldats paraguaians presoners que havien estat repatriats des del Brasil. La població, afeblida per la fam, tenia poques possibilitats de resistir l'epidèmia i es van arribar a registrar vint morts per dia, no existint registres del total de víctimes.
Dos fets van facilitar l'entrada de l'epidèmia a l'Argentina: d'una banda, després de la mort de quinze dels seus homes, el general Julio de Vedia va evacuar centenars de soldats des de Vila Occidental (situada enfront d'Asunción) cap a la ciutat de Corrientes, i així la malaltia va arribar a territori argentí. D'altra banda, alguns diaris (com The Standard de Buenos Aires) van considerar que no es tractava de febre groga, sinó d'afeccions gàstriques, i que el nombre de morts diaris no era alarmant, el que va contribuir a que no es prenguessin les mesures necessàries per prevenir que la malaltia arribés a la capital argentina.
Durant la guerra, la ciutat de Corrientes havia estat el centre de comunicació i proveïment de les tropes aliades, incloses les brasileres, de manera que no és segur que la malaltia hagi arribat des del Paraguai. En aquesta ciutat de 11.000 habitants, van morir de febre groga al voltant de 2.000 persones (el 18,18%) entre desembre de 1870 i juny de l'any següent. La major part de la població va fugir, incloent el govern complet; fins a tal punt estava abandonada la ciutat que un ciutadà anomenat Gregorio Zeballos va entrar pel seu compte al despatx abandonat de la Casa de Govern i es va fer càrrec en forma provisoria de la governació sense que ningú se li oposés. Altres poblacions de la província de Corrientes van patir el càstig de la malaltia, com San Luis del Palmar, Bella Vista i San Roque, que van sumar unes cinc-centes víctimes més.
Al llarg de la Guerra de la Triple Aliança, successius grups de combatents van arribar a Buenos Aires. Estaven formats principalment per oficials, i correctament controlats des del punt de vista sanitari. En canvi, durant l'any 1870 i a principis de 1871 van arribar directament des d'Asunción i Vila Occidental grans contingents que no havien estat sotmesos a cap control sanitari ni quarantena.

### Els successos
Gran part dels successos són coneguts gràcies a Mardoqueo Navarro (1824-1882), un comerciant catamarqueny que vivia a Buenos Aires, dedicat a publicar a la premsa algunes notes històriques. Aquest contacte amb la premsa li va permetre interioritzar-se de les discussions sobre si es tractava o no d'una epidèmia de febre groga, de manera que va reunir notes sobre l'assumpte per a una possible publicació en un diari. La gravetat de l'epidèmia i l'enorme quantitat d'informació que va reunir li van impedir la seva publicació en els diaris, però es va convertir en un retrat en viu sobre el desenvolupament del drama. Amb frases breus i tallants va deixar registre dels punts destacats de cada jornada, constituint-se amb el temps en un document únic, que seria publicat per l'autor en el mateix any de l'epidèmia.

#### Inici de l'epidèmia
Tot i que les estadístiques no ho recorden, es dona com a data d'iniciació de l'epidèmia el 27 de gener de 1871 amb tres casos identificats pel Consell d'Higiene Pública de San Telmo. Les mateixes van tenir lloc a dues illes de barri de San Telmo, lloc que agrupava nombrosos conventillos: els habitatges als carrers Bolívar 392 i Cochabamba 113, van ser els primers focus d'iniciació i propagació. En Bolívar 392, un petit edifici de vuit llars, l'italià Àngel Bignollo de 68 d'anys i la seva nora Colomba de 18, van contraure la malaltia sent assistits pel doctor Juan Antonio Argerich (1840-1905), qui no va poder evitar les seves morts. En el certificat de defunció Argerich va expressar que el decés del primer es va deure a una gastroenteritis, i el de la segona a una inflamació dels pulmons. Aquest diagnòstic, expressat erròniament sabent-ho, va tenir la finalitat de no alarmar els inquilins de la casa i als veïns de barri; però en la notificació que Filemón Naón, comissari de la Secció 14, va elevar al cap de la policia, Enrique Gorman, es va consignar que tots dos eren casos de febre groga.

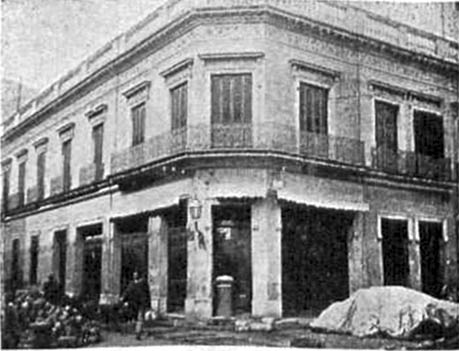
Casa on s'hauria registrat un dels primers casos segons la Revista Caras y Caretas, 1899
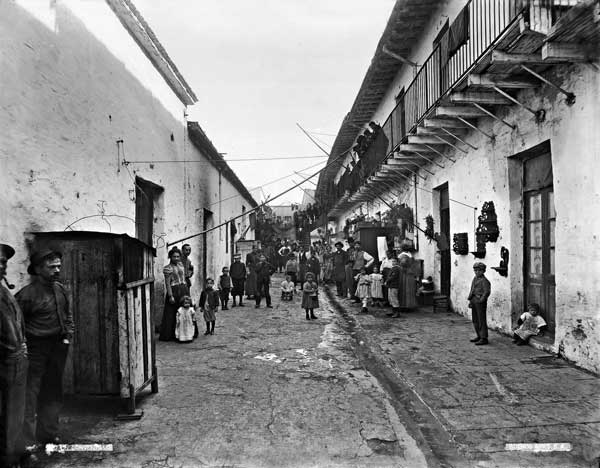
L'epidèmia va prosperar en els conventillos humils dels barris de sud, molt poblats i poc higiènics

La Comissió Municipal, que presidia don Narciso Martínez de Hoz, no va fer cas dels advertiments dels doctors Luis Tamini, Santiago Larrosa i Leopoldo Montes de Oca sobre la presència d'un brot epidèmic, i no va donar a publicitat els casos. En aquesta data, Mardoqueo Navarro ja semblava desconfiar de les dades de l'autoritat, ja que en el seu diari va anotar, amb certa ironia:
| « | 27 de gener: Segons les llistes oficials de la Municipalitat, 4 d'altres febres, cap de la groga. | » |

Encara que a partir d'aquesta data es van registrar cada vegada més casos (principalment en l'esmentat barri de San Telmo) la Municipalitat va continuar amb els preparatius relacionats a les celebracions oficials del carnaval, que en aquella època era un esdeveniment multitudinari i d'importància per a la ciutat. A finals de febrer, el metge Eduardo Wilde, que venia atenent casos de malalts, va assegurar que s'estava en presència d'un brot febril (el 22 de febrer s'havien registrat 10 casos), i va fer desallotjar algunes illes de cases. Però les celebracions del carnaval entretenien massa a la població com per escoltar la seva advertència, els portenys es divertien en balls i desfilades de comparses i alguns, com Manuel Bilbao, director de La República, afirmaven rotundament que no es tractava de casos de febre groga.
El mes de febrer va acabar amb un registre de 300 casos en total, i el mes de març va començar amb més de 40 morts diàries, arribant a 100 el dia 6, totes a conseqüència de la febre.
El 2 de març, quan el carnaval arribava a la seva fi, les autoritats van prohibir el seu festeig: la mamaltina ja començava a afectar els barris aristocràtics. Es van prohibir els balls i més de la tercera part dels ciutadans va decidir abandonar la ciutat.
El 4 de març, el diari La Tribuna comentava que durant la nit, els carrers eren tan ombrívols que «veritablement sembla que el terrible flagell hagués arrasat amb tots els seus habitants». No obstant això, encara s'estava lluny del pitjor.
L'Hospital General d'Homes, l'Hospital General de Dones, l'Hospital Italià i la Casa de Nens Expòsits no van donar l'abast amb la quantitat de pacients. Es van crear llavors altres centres d'emergència, com el Llatzeret de Sant Roc (actual Hospital Ramos Mejía) i es van llogar altres privats.
El port va ser posat en quarantena i les províncies limítrofes van impedir l'accés de persones i mercaderies procedents de Buenos Aires. Els lloguers van augmentar fortament a la rodalia de la ciutat.

#### La Comissió Popular

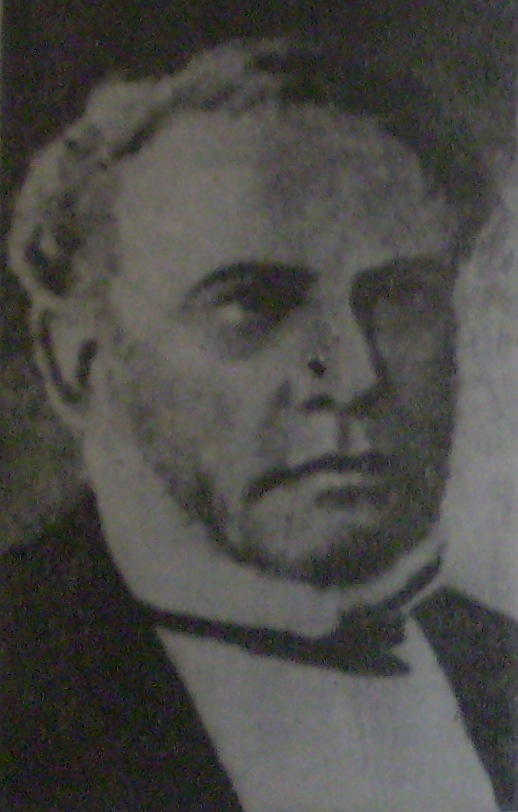
José Roque Pérez

El municipi va ser incapaç de suportar la situació, pel que en resposta a una campanya periodística iniciada pel periodista Evaristo Federico Carriego de la Torre, milers de veïns es van congregar el 13 de març a la Plaça de la Victòria (actual Plaça de Mayo) per designar una «Comissió Popular de Salut Pública». A l'endemà, tal agrupació va nomenar com a president a l'advocat José Roque Pérez (1815-1871) i com a vicepresident al periodista Hèctor Varela; a més, la van conformar, entre d'altres, el vicepresident de la Nació Adolfo Alsina, Adolfo Argerich, el poeta Carles Guido y Spano, l'expresident de la Nació Bartolomé Mitre, el canonge Domingo Cèsar, el sacerdot irlandès Patricio Dillon i el nomenat Carriego. Aquest últim exhortava:
| « | Quan tants fugen, que hi hagi si més no alguns que romanguin en el lloc del perill socorrent aquells que no poden proporcionar-se una regular assistència. | » |

Entre altres funcions, la comissió va tenir com a tasca l'expulsió d'aquelles persones que vivien en llocs afectats per l'epidèmia, i en alguns casos, es cremaven les seves pertinences. La situació era encara més tràgica quan els desallotjats eren immigrants humils o que encara no parlaven bé el castellà, de manera que no entenien la raó d'aquestes mesures. Els italians, que eren majoria entre els estrangers, van ser en part injustament acusats per la resta de la població d'haver portat la plaga des d'Europa. Uns 5.000 d'ells van realitzar peticions al consolat d'Itàlia per retornar al seu país, però hi havia molt pocs contingents; a més, molts dels que van aconseguir embarcar, van morir en alta mar.
Quant als afroamericans, el viure en condicions miserables els va transformar en un dels grups poblacionals amb major taxa de contagi. Segons cròniques de l'època, l'exèrcit va voltar les zones on residien i no els va permetre emigrar cap al Barri Nord, on la població blanca es va establir i va escapar de la calamitat. Van morir massivament i van ser sepultats en fosses comunes.
A mitjans de mes, els morts eren més de 150 per dia i van arribar a 200 el 20 de març. Entre les víctimes, van estar Luis José de la Peña (educador i exministre de Justo José de Urquiza), l'exdiputat Juan Agustín García, el doctor Ventura Bosch i el pintor Franklin Rawson; també van morir els doctors Francisco Javier Muñiz, Carlos Keen i Adolfo Argerich. El 24 de març, va morir el president de la Comissió Popular, José Roque Pérez, qui ja havia escrit el seu testament quan va assumir el càrrec davant la certesa que moriria contagiat.
Mentrestant, a mitjans de març, el president Domingo Sarmiento i el seu vicepresident Adolfo Alsina van abandonar la ciutat en un tren especial, acompanyats per altres 70 individus, gest que va ser molt criticat pels diaris. També la Cort Suprema en ple, els cinc ministres del Poder Executiu Nacional i la major part dels diputats i senadors van abandonar la ciutat.

#### Símptomes i tractament

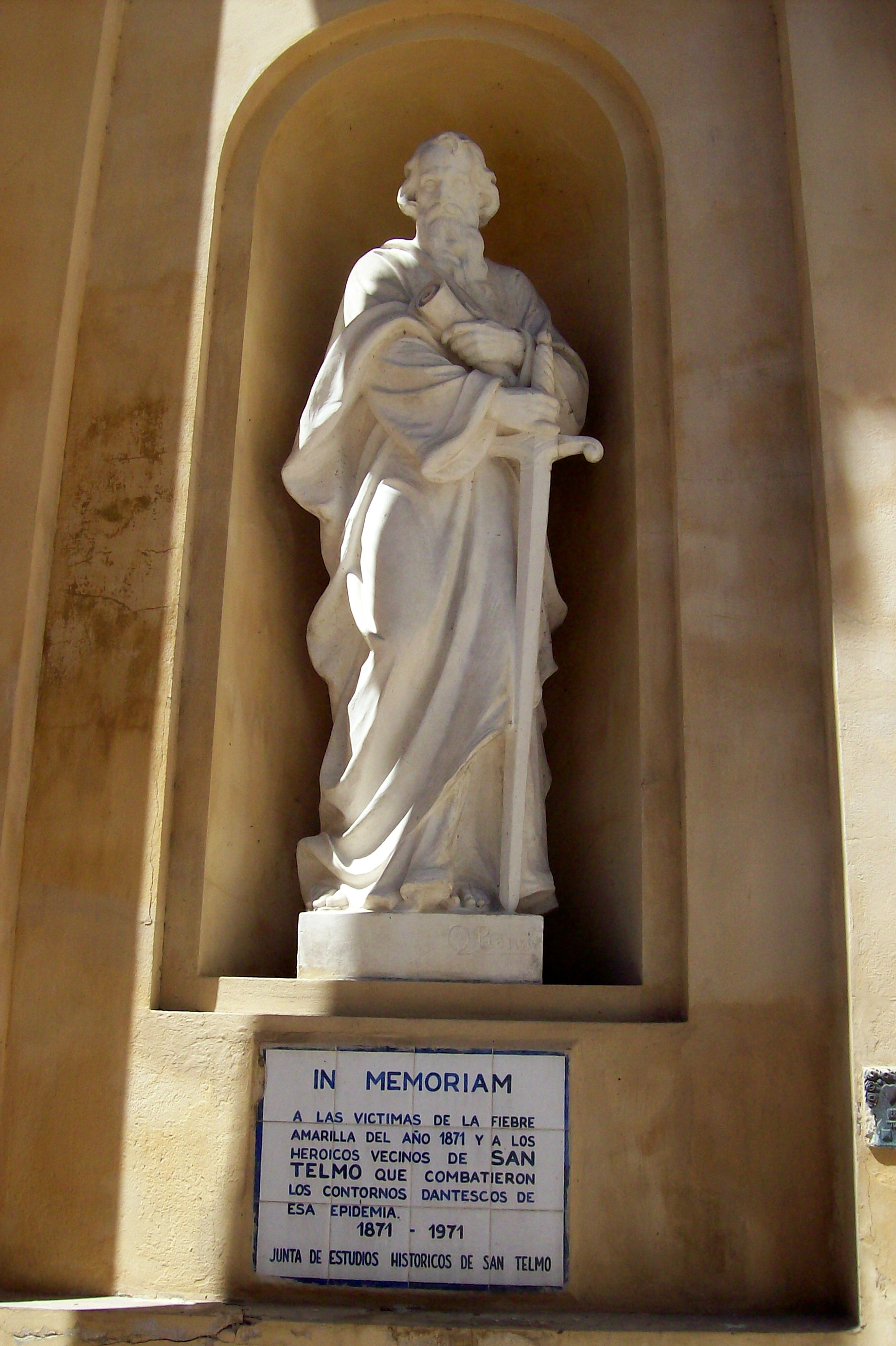
Placa recordatòria de les víctimes per febre groga a l'Església de Nostra Senyora de Betlem, barri de San Telmo

El pitjor problema a enfrontar era la ignorància; ni tan sols els metges sabien què era el que causava la malaltia. Com l'epidèmia era més forta en les zones més poblades de sud de la ciutat, les autoritats van suposar que la principal causa era l'amuntegament de la població pobra dels conventillos; del que van deduir que la solució era fer fora a la gent d'allà. Alarmats per la brutícia que van trobar en els habitatges de la població infectada, van culpar a aquesta i van destruir les pertinences dels seus habitants. Quan es va fer evident que la quantitat de morts era major en els barris cèntrics però la quantitat era proporcionalment major en els ravals més propers a Riachuelo, van culpar a les «miasmes» o vapors pútrids de les ribes d'aquest.
També es va culpar als pous cecs, que mai es netejaven. Es va arribar a afirmar que algunes de les causes possibles eren la «manca d'ozó» o la «manca de tensió elèctrica» en l'oxigen de l'aire porteny.
Una observació del doctor Guillermo Rawson podria haver portat a entendre el vector del contagi; moltes famílies havien fugit aviat de la capital cap a algun poble proper, i Rawson va observar que els membres d'aquestes famílies que tornaven a la ciutat (encara que fos per unes hores) solien emmalaltir, però no encomanaven als seus familiars. El que faltava fora de les zones humides de la ciutat era el mosquit Aedes aegypti; però ni Rawson ni els altres metges sabien que aquest és el vector de la malaltia, cosa que no seria descobert fins una dècada més tard.
De manera que, a part d'expulsar els habitants dels conventillos, tasca de la qual s'encarregava la Comissió Popular, els metges només podien actuar sobre els símptomes. Aquests es desenvolupaven en dos períodes: en el primer el pacient tenia sobtats mals de cap amb calfreds i decaïment general. Després seguia la calor i la suor, la llengua es posava blanca i havia manca de son. El pols s'accelerava i apareixien dolors a l'estómac, els ronyons, cuixes, extremitats o sobre els ulls. La set s'intensificava i el pacient s'afeblia enormement, els seus membres s'agitaven fortament. A vegades hi havia vòmits biliosos de color groc, o només nàusees. En aquest punt la malaltia de vegades podia ser vençuda naturalment i el pacient es trobava millor a l'endemà amb tan sols mals de cap i debilitat en el cos, i al poc temps es recuperava. Però si els símptomes i signes s'agreujaven, s'arribava llavors a el segon període de la malaltia: la pell del pacient prenia color groc (d'on ve el nom de la malaltia), els vòmits es tornaven sanguinolents i finalment negres. Les dejeccions també eren negres i el malalt experimentava opressió al pit i dolors a la boca de l'estómac. L'orina disminuïa fins a desaparèixer completament. Es produïen hemorràgies a les genives, llengua, nas i anus. El pacient no tenia set i de vegades tenia singlot, el seu pols s'afeblia. Arribava llavors el deliri, seguit de la mort.
Durant el primer període, el metge provocava la transpiració amb banys de peus amb farina de mostassa, ingestió de dos o tres tasses d'infusió de saüc o de borratja, i embolicava al pacient amb mantes. Després d'algunes hores li subministrava oli de ricí o magnèsia calcinada. També li provocava vòmits donant-li a prendre aigua tèbia amb tartrar emètic. Però si la persona ja tenia vòmits a causa de la malaltia, llavors li administraven purgant. Per la set, només aigua fresca, com a molt amb llimona. Per als mals de cap s'aplicaven draps al front amb aigua freda barrejada amb vinagre.
Si la malaltia ja havia arribat a el segon període, l'especialista li administrava sulfat de quinina cada dues hores. Després aigua destil·lada de menta, algunes gotes d'èter sulfúric i xarop de calissaia (Cinchona officinalis). Dues vegades per dia es feia una ènema amb escorça de quina dissolta en aigua i s'aplicaven sinapismes (medicaments externs amb pols de mostassa). En ronyons, cuixes i cames es friccionava el cos amb vinagre aromàtic. El malalt era alimentat amb brous d'olla, una mica de vi i xuclava grills de taronja. També es feia servir càmfora, valeriana, calomelana i mesc. Se li donava importància a la desinfecció amb el gas clor, a què es considerava un preventiu; a les persones que habitaven els llocs en què atacava el flagell se'ls aconsellava rentar-se les mans amb una solució de clorur de calci en aigua, o aigua de Labarraque (clorur de sodi), i netejar les cambres amb aquest líquid. Altres mesures preventives eren mantenir endreçats els carrers i les cases, ventilar les habitacions, preparar els recipients per rebre les dejeccions dels malalts amb líquid desinfectant, allunyar-se dels llocs humits i baixos, prendre aliments en quantitat convenient i conservar «els bons costums»(fer exercici corporal, no deixar-se dominar pels penes i tristeses, sostreure a les «emocions morals vehements») i vèncer la por que inspirava la malaltia.

#### L'actuació de l'Església Catòlica i dels metges

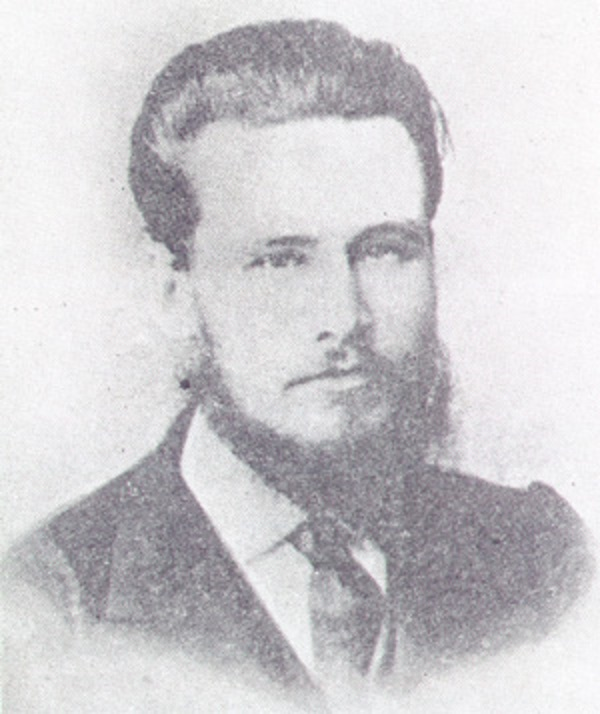
Tomàs Liberato Perón, primer docent de la càtedra de Medicina Legal de la UBA, va formar part dels equips mèdics que van combatre la malaltia

Tot i que les autoritats nacionals i provincials fugien de la ciutat i aconsellaven oficialment fer el mateix (va ser l'única ocasió en la història de Buenos Aires en què les autoritats van aconsellar l'èxode), el clergat secular i regular va romandre en els seus llocs, assistint en els seus domicilis a malalts i moribunds. Les Filles de la Caritat de Sant Vicenç de Paül, també conegudes com a Germanetes de la Caritat, van tancar els seus establiments d'ensenyament per poder dedicar-se a treballar en els hospitals. Mentre Navarro, jueu sefardita, va destacar aquests fets en el seu diari, aquestes nobles accions de la cúria van ser una mica silenciades pels cronistes de l'època, adscriptes a l'anticlericalisme. Una placa del Monument de l'actual Parc Florentino Ameghino que recorda les víctimes enterrades allà, agrupa 21 d'elles sota el títol de «sacerdots i religioses del baix clergat regular» i dues sota el de «Germanes de Caritat». S'ha d'afegir que l'Ordre de Germanes de la Caritat, com a reforç davant l'emergència, va enviar des de França a altres religioses de la seva congregació. D'aquesta ordre van morir per la febre 7 religioses.
Les parròquies rebien els metges i els malalts, i en elles funcionaven les Comissions Populars Parroquials. Per disposició municipal, el sacerdot estava obligat a expedir les llicències per a sepultures prèvia presentació del certificat mèdic, tot això sumat a l'acompliment dels seus deures evangèlics. Assenyalava Ruiz Moreno a La pesta històrica de 1871 que «el sacerdot no tenia descans».
El capellà Eduardo O'Gorman, rector de Sant Nicolau de Bari, es va preocupar per trobar solució a les necessitats de nombrosos nens desemparats i orfes, i a l'abril va fundar l'Asil d'Orfes, de què es va fer càrrec personalment fins que (passada la epidemia) la Societat de Beneficència el va substituir.
Els testimonis d'alguns anticlericals notables com Eduardo Wilde afirmen que la major part del clergat va fugir de la ciutat, però les xifres semblen desmentir aquesta afirmació, ja que van morir durant l'epidèmia més de 50 sacerdots i el mateix arquebisbe Federico Aneiros va estar molt greu, i a més perdre la seva mare i una germana que s'havien quedat a la ciutat amb ell. Les xifres de mortalitat per professions revelarien que el clergat va ser el grup que major quantitat de vides humanes va perdre en la tragèdia i va donar un testimoni de la dedicació que va tenir durant els infausts dies:
| « | Però he vist també, senyors, en altes hores de la nit, enmig d'aquella paorosa solitud, un home vestit de negre, caminant per aquells deserts carrers. Era el sacerdot, que anava a portar l'última paraula de consol al moribund. | » |

Navarro dona compte el dia 27 d'abril que ja havien mort 49 sacerdots. En definitiva, dels 292 sacerdots que hi havia a la ciutat, el metge higienista Guillermo Rawson va calcular en 60 els morts per l'epidèmia, enfront dels 12 metges, 2 practicants, 4 membres de la comissió popular i 22 integrants del Consell d'Higiene pública.
Entre els metges que van morir en tasques per contrarestar la malaltia van estar els doctors Manuel Gregorio Argerich, el seu germà Adolfo Argerich, Francisco Javier Muñiz, Zenón del Arca (degà de la Facultat de Medicina de la Universitat de Buenos Aires), Caupolicán Molina, Ventura Bosch, Sinforoso Amoedo, Guillermo Zapiola i Vicente Ruiz Moreno. Altres metges que van romandre en el seu lloc, o fins i tot van acudir a la ciutat, i van sobreviure van ser Pedro Mallo, José Juan Almeyra, Juan Antonio Argerich, Eleodoro Damianovich, Leopoldo Montes de Oca, Juan Ángel Golfarini, Manuel María Biedma i Pedro A. Pardo.
Tomàs Liberato Perón, avi del qui va ser tres vegades president constitucional de l'Argentina, Juan Domingo Perón, i que va ser el primer docent que va tenir al seu càrrec la càtedra de Medicina Legal a la Facultat de Dret i membre titular de l'Acadèmia Nacional de Ciències Exactes, Físiques i Naturals, va formar part dels equips mèdics que van combatre la malaltia. Atès que en aquest moment part de l'aigua per al consum de la població s'extreia de Riachuelo, va integrar un equip dedicat a prohibir que els saladeros situats sobre les seves riberes llancessin les seves deixalles en el curs d'aigua.

#### Enterrament de les víctimes

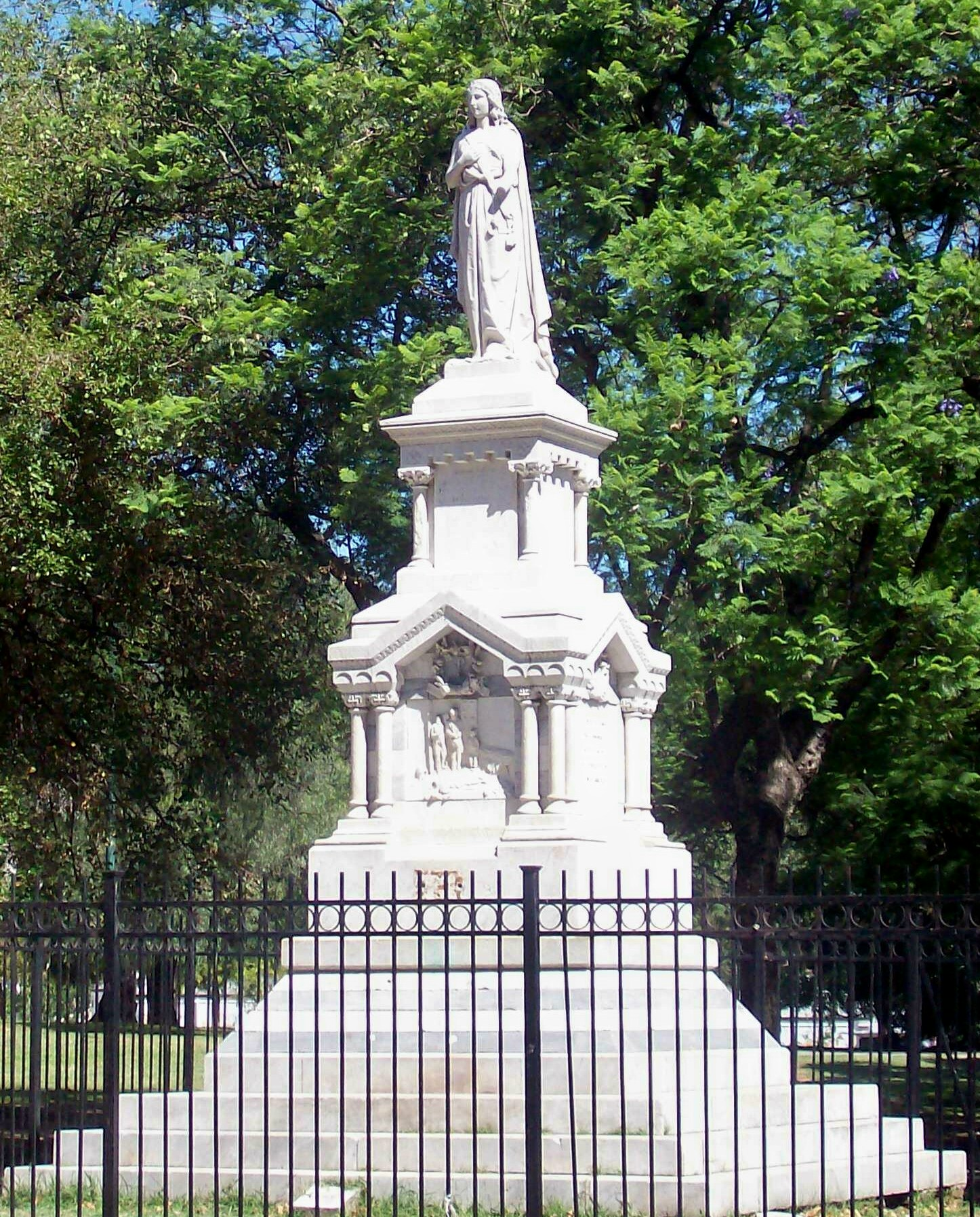
Monument erigit en 1873 als caiguts per la febre groga de 1871, al centre del Parc Ameghino, barri de Parque Patricios, Buenos Aires. Obra de Manuel Ferrari

La ciutat comptava només 40 carros fúnebres, de manera que els taüts s'apilaven en les cantonades a l'espera que carros amb recorregut fix els transportessin. A causa de la gran demanda, es van sumar els carros de plaça, que cobraven tarifes excessives. El mateix problema amb els preus es va donar amb els medicaments, que en veritat poc servien per alleujar els símptomes. Com eren cada vegada més els morts, i entre ells havien fusters, es va deixar de fabricar els taüts de fusta i es va començar a embolicar els cadàvers en draps. D'altra banda, els carros d'escombraries es van incorporar al servei fúnebre i es van inaugurar fosses col·lectives.
D'altra banda, el nombre de saquejos i assalts a habitatges van augmentar; van existir casos on els lladres actuaven disfressats d'infermers per introduir-se en les cases dels malalts. Va ser incessant l'activitat que va desenvolupar la Comissaria núm 14, a càrrec del Comissari Lisandro Suárez; dia i nit recorrien els carrers, tancant amb cadenats (les claus dels quals eren lliurades al Cap de Policia) les portes de carrer de les cases de San Elmo, abandonades precipitadament pels seus amos.
El cementiri del Sud, situat on actualment es troba el parc Ameghino a l'Avinguda Caseros núm. 2300, va veure ràpidament plena la seva capacitat. El govern municipal va adquirir llavors 7 hectàrees a la Chacarita de los Colegiales (on avui es troba el Parc dels Andes, entre les actuals avinguda Corrientes i els carrers Guzmán, Dorrego i Jorge Newbery) i va crear allà el nou Cementiri de l'Oest. Quinze anys més tard, aquest es traslladaria a pocs metres d'allà, a l'actual Cementiri de la Chacarita.
El 4 d'abril van morir 400 malalts, i l'administrador d'aquest cementiri va informar als membres de la Comissió Popular que tenia 630 cadàvers sense sepultar (a més d'altres que havia trobat pel camí) i que 12 dels seus enterramorts havien mort. Va ser llavors quan Hèctor Varela, Carlos Guido Spano i Manuel Bilbao, entre d'altres, van prendre la decisió d'oficiar d'enterradors; al fer-ho van rescatar de la fossa comuna a algunes persones que encara manifestaven signes de vida, entre elles una francesa luxosament vestida.
No va ser l'únic cas. En el seu diari, Navarro afirmava que hi va haver enterraments de gent viva. Això coincideix amb relats de diversos diaris, per exemple, La Prensa del 18 d'abril comentava d'un tal Pittaluga, que va ser donat per mort i va «reviure» en camí al cementiri, i d'un altre cas, ocorregut el 15 d'abril, en què un infermer va agafar una borratxera i a l'anar a casa es va quedar dormit al carrer, fins que va ser aixecat per un recol·lector de cadàvers que el va llançar a una fossa. El suposat mort va tenir la sort de despertar-se a temps, just quan començaven a ruixar-lo amb calç.
Al Cementiri de la Chacarita van arribar a enterrar 564 persones en un sol dia, i en la memòria col·lectiva va quedar el record macabre de les inhumacions nocturnes de cadàvers.
El Ferrocarril Oest de Buenos Aires va estendre una línia al llarg del carrer Corrientes (avui avinguda) fins a l'esmentat nou cementiri de la Chacarita, amb l'objectiu d'inaugurar el que es va anomenar «el tren de la mort»: realitzava dos viatges cada nit, només per transportar cadàvers de persones atacades per l'epidèmia. El trajecte s'iniciava a l'estació Bermejo, situada a la cantonada sud-oest del carrer homònim (avui Jean Jaurés) amb Corrientes. Tenia després dues parades, una a la cantonada sud-oest de Corrientes i Medrano; i una altra en Corrientes i Scalabrini Ortiz (llavors anomenada Camí Ministre Anglès) angle sud-est. La «parada fúnebre» final era al baixador de Corrientes i Dorrego, a la cantonada de la «quinta d'Alsina», al costat del cementiri, on els cadàvers eren deixats amuntegats en coberts utilitzats com a dipòsits.

#### El pic de l'epidèmia
El 7 d'abril (era Divendres Sant) van morir 380 persones per la febre (i amb prou feines 8 per altres causes). El Dissabte de Glòria van morir 430 de febre. Del 9 a l'11 d'abril es van registrar més de 500 defuncions diàries, sent el dia 10 el del pic màxim de l'epidèmia, amb 563 morts; s'ha de considerar que la mitjana diària normal de morts abans de la tragèdia era de 20 individus. A més, van començar a produir casos fulminants, gent que moria un o dos dies després de contraure la malaltia.
En la memòria presentada a la Municipalitat a la Comissió de Salubritat de la Parròquia del Socorro 1871-1872, es descriu en detall la situació dels conventillos pel que fa a la brutícia i el seu estat d'abandó i desídia:
| « | (...) la comissió va multiplicar les visites domiciliàries, i va fixar tota la seva atenció en els conventillos, i cases de lloguer. En els últims dies del mes de març, va fer treure d'una d'aquestes, situada al carrer d'Artes 433, munts immensos d'escombraries, gossos morts, fem en descomposició, i una gran quantitat d'ous podrits. És gairebé impossible dir exactament el que va costar a la Comissió canviar l'aspecte detestable d'aquesta casa. El desallotjament dels conventillos va venir de seguida. En aquests establiments era especialment on la febre es desenvolupava amb més vigor. Com hauria estat inhumà i cruel llançar als seus habitants al carrer, la Comissió els deia que pel tren del Ferro-Carril de l'Oest se'ls facilitaria passatge gratis perquè sortissin a la campanya a on trobarien casa. Si això no els quadrava, havien ja habitatges improvisats sota els Sauces de la Ribera. No obstant això, els asilats en els conventillos no entenien absolutament res, i seguien obstinats en aquells mortífers allotjaments. La indestructible resistència, la ignorància, la decisió que mostraven per no abandonar aquells llocs en què la mort anava a trobar un gran element a la seva insaciable voracitat, van ser altres tants esculls contra els quals va anar a xocar la bona voluntat que la Comissió feia ostentació. Finalment, i després de molta perseverança, alguns van ser desallotjats. Amb altres va ser necessari sol·licitar l'acció de l'autoritat per deixar complert el mandat. (...) (...) hem de tractar d'evitar que en endavant, es repeteixi el cas que un cadàver quedi quatre dies sense sepultura, o que presenciem les horribles escenes que han vist els que realment hem penetrat enmig d'aquests repugnants quadres de misèria, dolor i degradació moral; la major part d'aquesta gent mor per manca de recursos, altres no volen curar-se, per ser vulgar entre ells la idea, que el Govern paga metges per matar-los. En aquests paratges és on es manifesta el terrible que seran en el futur, les masses ignorants que viuen al nostre país; en els conventillos es troben cadàvers menjats pels ratolins, altres enllumenats a terra, nois saltant per sobre de malalts espirant; la major part amuntegats en una mateixa cambra, també ens oculten els cadàvers per tenir temps de sostreure seus llits, n'hi ha que abandonen els seus parents en l'últim tràngol de la seva vida, sense voler prestar-se a ficar-los dins d'un taüt, i més d'una vegada, al penetrar en els corralones, he vist als inspectors Seguí, Viovide, Salvadores i Lopez, fent de peons carregant amb els cadàvers, d'actes tan meritoris, com a testimoni ocular i membre d'aquesta Comissió, em permeto enumerar-los, fent un esment especial del Sr. Seguí que és l'Inspector que de mi depèn, per la cooperació que m'ha prestat nit i dia, per atendre un servei tan urgent, com penós (...) | » |

El 15 d'abril, com a conseqüència de la pretensió de la Comissió Popular d'incendiar els conventillos (en un d'ells es van arribar a comptabilitzar 72 morts), el Municipi va decidir emetre una ordenança que disposava el desallotjament de les cases de lloguer.
Les autoritats que encara no havien abandonat la ciutat van oferir passatges gratis als més humils i van habilitar vagons de ferrocarril com habitatges d'emergència en zones allunyades. La Comissió Popular també aconsellava abandonar la ciutat «el més aviat possible». En l'esmentada data del pic de morts (10 d'abril), els governs Nacional i Provincial van decretar festiu fins a fi de mes, una mesura que (en realitat) oficialitzava el que de fet ja estava succeint.
Tots els diaris van tancar, amb dues excepcions: La Prensa (que va reduir a dues pàgines la seva edició, que normalment era de quatre), i el diari La Nación (que va continuar normalment, tot i la gran quantitat de malalts del seu personal i malgrat que el mateix director també va emmalaltir).

#### Els últims casos
Ajudada pels primers freds de l'hivern, la xifra va començar a descendir a la segona meitat d'abril, fins a arribar a 89. No obstant això, a final de mes es va produir un nou pic de 161, probablement provocat pel retorn d'alguns dels que havien fugit de la ciutat, el que va conduir al seu torn a una nova fugida. El mes va acabar en definitiva amb més de 7500 morts per l'epidèmia i menys de 500 per altres malalties.
Els decessos van disminuir al maig, i a mitjan aquest mes la ciutat va recuperar la seva activitat normal; el dia 20 la Comissió Popular va donar per finalitzada la seva missió. El 2 de juny, per primer cop, ja no es va registrar cap cas.
Anys després, el famós historiador Paul Groussac, que va ser testimoni de la catàstrofe, afirmava que
| « | Per centenars sucumbien els malalts, sense metge en la seva malaltia, sense sacerdot en la seva agonia, sense pregària en el seu fèretre. | » |

El metge higienista Guillermo Rawson testimoniava haver vist
| « | ... al fill abandonat pel pare; he vist a l'esposa abandonada pel marit; he vist al germà moribund abandonat pel germà ... | » |

Fora de la ciutat, hi va haver casos de febre groga en pràcticament totes les localitats properes, en tots els casos introduïda per malalts vinguts de la capital. Al poble de Morón, per exemple, es van registrar 40 casos mortals entre el 15 de març i el 9 de maig.
En altres províncies (a part de Corrientes) els danys van ser molt menors. A Santa Fe, el govern s'ufanaba d'haver aconseguit evitar l'ingrés de la malaltia, mentre a Córdoba va haver-hi un nombre indeterminat de víctimes en els barris més pobres de la capital.

### Les xifres finals
El diari anglès The Standard va publicar una xifra de víctimes fatals per la febre que es va considerar exagerada i va provocar indignació als portenys: 26.000 morts. El doctor Guillermo Rawson va afirmar que van morir 106 persones per cada 1000 habitants, xifra també considerada molt alta. És difícil establir amb exactitud la quantitat correcta, però les dades de les fonts més serioses la xifren entre els 13.500 i 14.500.
La xifra considerada oficial és la que va donar la Revista Médico Quirúrgica de l'Associació Mèdica Bonaerense, una entitat que concentrava a molts professionals que havien col·laborat en el combat de l'epidèmia. L'Associació va comptabilitzar 13.763 morts, que és al seu torn una xifra major (encara que molt propera) a la registrada per Mardoqueo Navarro. Les xifres d'aquest últim (més baixes que les aportades per altres autors) van ser publicades gràcies a la impremta del desaparegut diari República, acompanyades amb un quadre amb les estadístiques de mortalitat, per mes i per nacionalitat.
El 10 d'abril de 1894, les xifres van ser novament publicades en els Annals del Departament Nacional d'Higiene (núm 15 de l'any IV del mes d'abril de 1894). No obstant això, no va ser fins a cinquanta anys després que un estudiós va posar la seva atenció en les notes de Navarro: el doctor Carlos Fonso Gandolfo, professor de malalties infeccioses a la Facultat de Medicina de la Universitat de Buenos Aires, va dictar el 1940 una conferència basada essencialment en aquestes notes. Amb el nom de L'epidèmia de febre groga de 1871, la conferència va aparèixer en el tom III de les Publicacions de la Càtedra d'Història de la medicina, vol. III de l'any 1940.
La xifra de Navarro va ser presa per certa per l'historiador Miguel Àngel Scenna.
A principis de la dècada del 1890, el doctor José Pena va investigar la quantitat de cadàvers de persones mortes per la febre registrats en els cementiris, obtenint:
| Cementiri del Sud         | 11.044 |
| Cementiri de la Chacarita | 3,423  |
| Total                     | 14.467 |

No obstant això va delimitar que «És possible que la meva estimació contingui també errors, explicables potser perquè molts morts per malalties comunes van ser anotats a continuació dels febricients sense establir el veritable diagnòstic, però tot i així es veu que la mortalitat absoluta produïda per l'epidèmia va oscil·lar al voltant dels 14.000».
A continuació, el quadre de les xifres de Navarro per nacionalitat i mes, i el detall de quants van morir per altres malalties:
| Estadística de Mardoqueo Navarro |             |                  |             |                  |             |                  |             |                  |             |                  |             |                  |             |                  |                 |
|                                  | Gener       | Gener            | Febrer      | Febrer           | Març        | Març             | Abril       | Abril            | Maig        | Maig             | Juny        | Juny             | Subtotals   | Subtotals        | Totals generals |
|                                  | Febre groga | Altres malalties | Febre groga | Altres malalties | Febre groga | Altres malalties | Febre groga | Altres malalties | Febre groga | Altres malalties | Febre groga | Altres malalties | Febre groga | Altres malalties |                 |
| Argentins                        | 2           | 610              | 90          | 456              | 1312        | 424              | 1762        | 258              | 238         | 297              | 3           | 263              | 3397        | 2308             | 5705            |
| Italians                         | 4           | 79               | 167         | 86               | 2280        | 173              | 3365        | 108              | 364         | 58               | 21          | 64               | 6201        | 568              | 6769            |
| Espanyols                        | -           | 36               | 25          | 34               | 552         | 42               | 935         | 24               | 88          | 34               | 8           | 21               | 1608        | 191              | 1799            |
| Francesos                        | -           | 28               | 5           | 13               | 407         | 29               | 879         | 24               | 91          | 21               | 2           | 17               | 1384        | 132              | 1516            |
| Anglesos                         | -           | 5                | 2           | 6                | 112         | 7                | 95          | 8                | 11          | 5                | -           | 3                | 220         | 34               | 254             |
| Alemanys                         | -           | 3                | 1           | 4                | 87          | 3                | 132         | 6                | 12          | 4                | 1           | 1                | 233         | 21               | 254             |
| Altres                           | -           | 27               | 8           | 29               | 145         | 46               | 367         | 43               | 48          | 39               | 3           | 32               | 571         | 216              | 787             |
|                                  |             |                  |             |                  |             |                  |             |                  |             |                  |             |                  |             |                  |                 |
| Totals                           | 6           | 788              | 298         | 628              | 4895        | 724              | 7535        | 471              | 842         | 458              | 38          | 401              | 13 614      | 3470             | 17 084          |

Aquests números adquireixen la seva veritable dimensió a l'ésser confrontats amb les dades de mortalitat dels anys anteriors i posteriors a la tragèdia; l'any 1871 va acabar amb un total de 20.748 morts a la ciutat, contra els 5.886 de l'any anterior, i els 5.982 de l'any 1869.
La major part de les víctimes vivien en els barris de San Telmo i Montserrat (al centre de Buenos Aires) i als barris situats en proximitats de Riachuelo, baixos i humits, aptes per a la proliferació de mosquits. De el total de morts, 10.217 (un 75% del total) van ser immigrants, especialment italians.

### Conseqüències
Després de la mort del president de la Comissió Popular, va assumir el càrrec el seu vicepresident, Hèctor Varela, d'intolerant conducció. La comissió havia entrat en conflictes amb les comissions d'Higiene, la Municipal, la Mèdica i totes les autoritats. Com si fos poc, els seus integrants s'havien barallat entre ells; el propi Varela ho va fer amb qui havia estat fins llavors el seu amic, el militar i escriptor Lucio Victorio Mansilla.
Molts historiadors han considerat a aquesta epidèmia com una de les principals causes de la notable disminució de les persones de «pell negra» a Buenos Aires, doncs va fer estralls entre ells, que en la seva major part vivien en condicions miserables a la zona sud de la ciutat, a prop de les zones baixes dels rierols i el Riachuelo. No obstant això, estudis demogràfics detallats posen en dubte que l'epidèmia hagi tingut efectes demogràfica terminals sobre aquest sector de la població.
El final de l'epidèmia va donar lloc a l'inici de nombrosos judicis, relacionats amb testaments sospitosos d'haver estat forjats per delinqüents que buscaven fer fortuna a costa dels veritables hereus; d'acord al testimoni de Navarro, el 1r de juny (quan encara hi havia 51 malalts i es van registrar quatre nous casos) el nombre de morts sense hereus era de 117. A més, algunes cases abandonades havien estat saquejades per lladres. Un cop més, el dia 22 de juny, el cronista va sintetitzar lacònicament la canallesca situació:
| « | L'epidèmia: oblidada. El camp dels morts d'ahir és l'escenari dels corbs d'avui: Testaments i concursos, edictes i rematades són en l'assumpte. AI DE TU JERUSALEM !!!. | » |

El 21 de juny de 1871 es va fundar la primera Ordre de Cavalleria Argentina, a la qual es va denominar «Creu de Ferro de Cavallers de l'Ordre dels Màrtirs», que va ser concedida a qui havien auxiliat els damnificats per la malaltia.

#### Millores sanitàries a Buenos Aires
A partir de l'epidèmia, les autoritats i la població de la ciutat van prendre consciència de la urgència d'establir una solució integral al problema de l'obtenció i distribució d'aigua potable. En anys anteriors, l'enginyer John Coghlan havia iniciat estudis sobre el desguàs d'aigües pluvials i cloacales per separat, en xarxes subterrànies. En 1869 l'enginyer anglès John F. La Trobe Bateman havia presentat un projecte de xarxa d'aigües corrents, clavegueres i desguassos. El mateix Bateman va dirigir (a partir de 1874) la construcció de la xarxa d'aigües corrents, que cap el 1880 va proveir d'aigua a la quarta part de la ciutat. El 1873 es va iniciar la construcció d'obres cloacals. El 1875 es va centralitzar la recollida de residus al crear buidadors específics per dipositar-los, ja que fins llavors usualment la gent els llançava a les rases i als rierols. Totes aquestes mesures van ajudar a revertir l'estat insalubre de la ciutat, que havia estat un dels motius de l'expansió de la malaltia, principalment en les cases de lloguer. Al respecte, l'esmentada Memòria presentada a la Municipalitat per la Comissió de Salubritat, va realitzar un enutjós demanat a les autoritats perquè els recursos fossin destinats a millorar la salut de la població:
| « | (...) Des del principi d'aquest terrible flagell, aquesta Comissió es va col·locar a l'altura que les circumstàncies requerien ... però desgraciadament al nostre país s'actua a última hora, pèssimament organitzats: en l'actual epidèmia, res hi ha preparat, els successius avisos de còlera, tifus, febre groga, etc., de poc o gens ens ha servit, l'estat insalubre de la ciutat és el mateix o pitjor que abans, per l'aglomeració d'habitants en un municipi completament descuidat; però si les immundícies, les aigües corrompudes, les escombraries, les latrines, els embornals, les fàbriques immundes al cor de la ciutat, l'amuntegament a les habitacions, el fastigós Riachuelo, els impurs conventillos, són excel·lents causes perquè tots els habitants no gaudim de perfecta salut, inútil és tanta dedicació, per res serveixen les comissions; però si per contra els homes científics creuen trobar les causes de l'espantós desenvolupament del mal que ens afecta, per què no són remoguts amb temps? Es contestarà que no hi ha recursos, raó que no és admissible en pobles que comencen a encorbarse sota el pes d'enormes contribucions pretenent demanar més prèstecs estrangers, a més d'altres nombroses càrregues, per no tenir en recompensa en els moments suprems perquè vam passar, ni diners per saciar la fam, ni llits, ni robes per als empestats indigents, però que paguen les seves respectives contribucions (...) | » |

A partir de la segona meitat de l'any 1871 es van iniciar massivament obres de sanejament en tota la ciutat. Les zones situades immediatament al nord del centre, habitades per ciutadans de recursos mitjans i alts que no havien patit tant l'epidèmia, i les de sud, van ser les que més van avançar en aquest sentit. La Comissió de Salubritat de la Parròquia del Socorro, per exemple, va aconseguir grans avanços per mitjà de la intimació als comerciants i propietaris més coneguts per la seva falta d'higiene; es van pavimentar 2 km i es van realitzar 10 km de voreres. Altres comissions van obtenir èxits més modestos, i el ràpid creixement de la ciutat anul·laria parcialment aquests èxits en anys posteriors.
Quant als saladeros de carn, localitzats tots sobre la marge dreta de Riachuelo, es van convertir en el boc expiatori de les morts pel «vòmit negre»: una llei sancionada el 6 de setembre de 1871 va prohibir les seves activitats a la ciutat.
A l'any següent el metge Eduardo Wilde va ser comissionat a Montevideo per signar un conveni sanitari amb l'Uruguai, Brasil i Paraguai destinat a prevenir la difusió de malalties per via marítima o fluvial.
En 1884, tement l'aparició d'un nou brot, els doctors José María Ramos Mejía (director de l'assistència pública), i José Penna (director de la Casa d'Aïllament, actual Hospital Muñiz), es van decidir per cremar el cos d'un tal Pedro Doime, que havia estat afectat de febre groga. Aquesta es va convertir en la primera cremació realitzada a Buenos Aires.
Amb posterioritat a la gran epidèmia de 1871, es van registrar a Buenos Aires casos aïllats de febre groga fins a principis de segle xx. A la resta de país també hi va haver registres d'infeccions que no van revestir més gravetat. No es va registrar cap cas en territori argentí entre 1966 i 2008, data en què van ser detectats 10 casos a la Província de Misiones; de manera que els metges infectòlegs solen considerar la malaltia com erradicada però susceptible de tornar a aparéixer, especialment al nord de país.

### Expressions artístiques sobre la gran epidèmia
Juan Manuel Blanes, pintor uruguaià que va viure a Buenos Aires, va pintar un oli sobre tela (actualment a Montevideo) anomenat Un episodi de la Febre Groga a Buenos Aires, inspirat en un fet esdevingut durant la tragèdia, probablement el 17 de març de 1871, al carrer Balcarce. En ell s'observa a una dona (Ana Bristani) morta per la febre i estesa al sòl d'un conventillo. El seu fill, un nadó de pocs mesos, busca el pit de la seva mare; a la dreta, sobre un llit, es troba el cadàver del pare. La porta de la cambra està oberta i en la seva entrada s'observa a l'advocat Roque Pérez (al centre) i al doctor Manuel Argerich (a la seva dreta), tots dos membres de la comissió popular i morts en les setmanes següents, víctimes també de la febre. Aquest cèlebre quadre es va convertir en un emotiu homenatge als qui van donar la seva vida intentant salvar la dels altres, encara que no reflecteix exactament el fet històric: el cos sense vida de la dona va ser trobat per un vigilant de la Policia de la Província de Buenos Aires, i el nen va ser traslladat a la comissaria, mentre que no es va trobar el seu pare.
Guillermo Enrique Hudson, naturalista i escriptor nascut a l'Argentina, va escriure en 1888 un conte anomenat Ralph Herne, que transcorre durant l'epidèmia de 1871. En ell va realitzar la següent descripció:
| « | ... Però els anys de pau i prosperitat no van esborrar la memòria d'aquella terrible època en què durant tres llargs mesos l'ombra de l'Àngel Destructor es va estendre sobre la ciutat de l'agradable nom, quan la diària collita de víctimes eren llançades juntes -vells i joves, rics i pobres, virtuosos i dolents- per barrejar els seus ossos en un sepulcre comú; quan el ressò dels passos interrompia el silenci cada vegada amb menys freqüència, com era abans durant la nit, fins que els carrers estiguessin «desolats i coberts de pastura». | » |

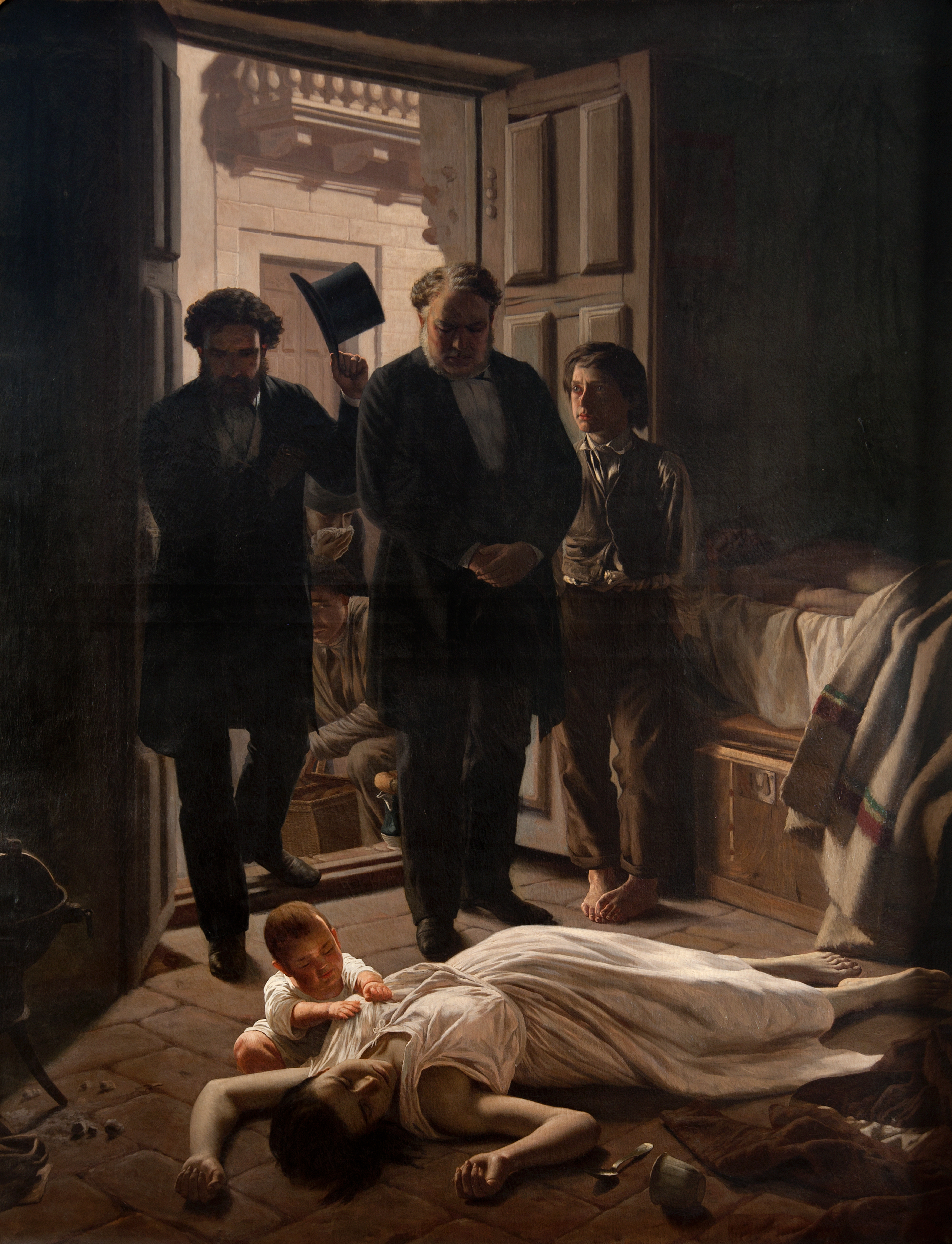
Un episodi de la Febre Groga a Buenos Aires, de Juan Manuel Blanes (1871). Oli sobre tela, 230 x 180 cm. Museu Nacional d'Arts Visuals (Uruguai)
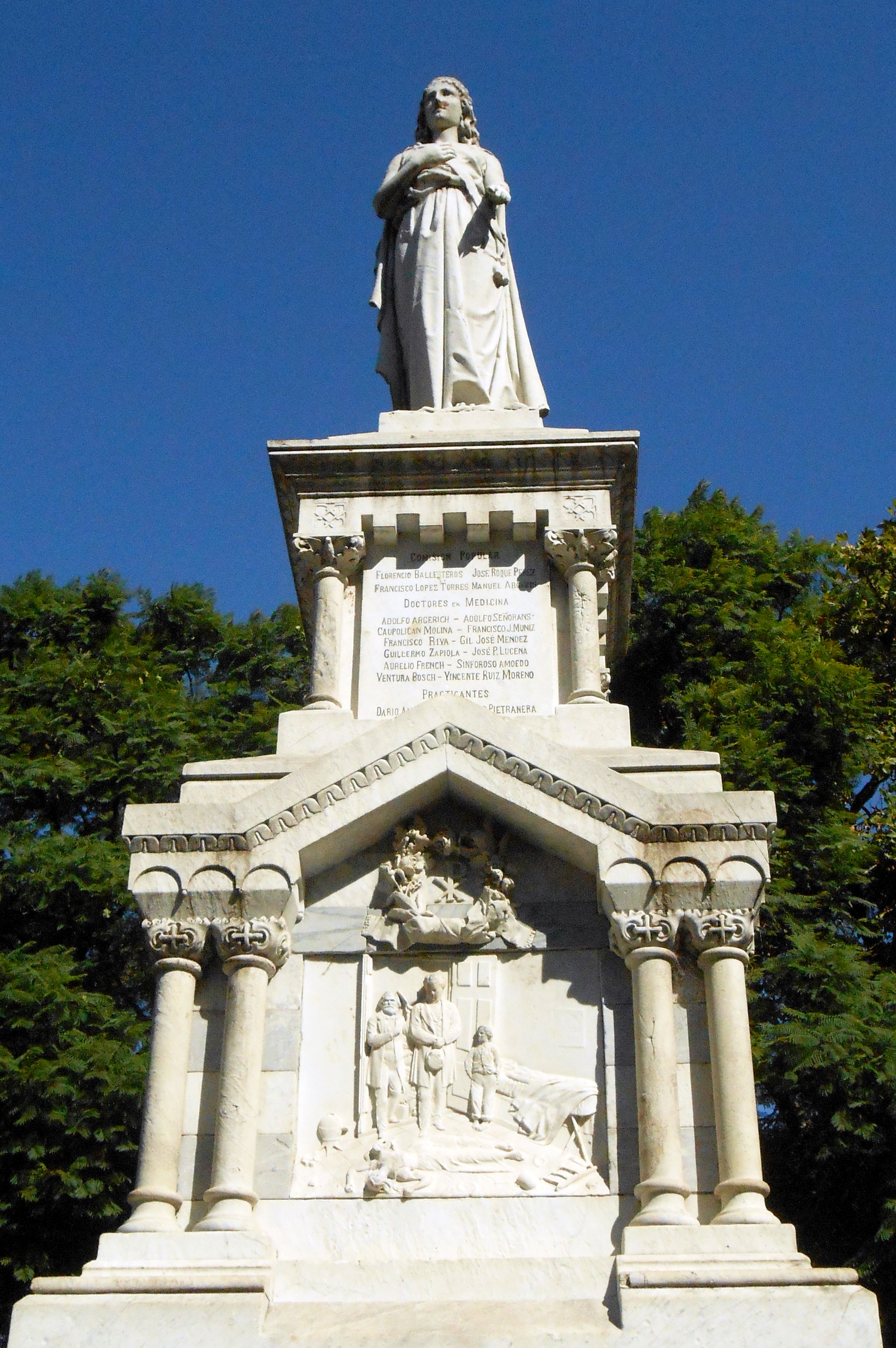
Monument als caiguts per la febre groga, que recorda els caiguts en compliment del deure durant l'epidèmia de febre groga a Buenos Aires de 1871

El Monument als caiguts de la febre groga erigit en 1899, és l'únic monument que hi ha avui a la ciutat en memòria de la pitjor tragèdia (per la quantitat de morts en comparació amb el total de la població) que ha patit Buenos Aires. Està situat en el lloc que va ocupar l'edifici de l'administració del Cementiri del Sud (actual parc Ameghino), davant de l'hospital de infeccioses Francisco Javier Muñiz. Enmig d'aquest parc, el monument té una inscripció central:
El 1982 es va estrenar la pel·lícula Febre groga, de gènere històric dramàtic, dirigida per Javier Torre.